# Georg Gogitsch
Georg Gogitsch (* 14. März 1977 in Rüsselsheim) ist ein österreichischer Schauspieler, Mimograf und Pantomime.

## Leben
Gogitsch ist der Jüngere von zwei Söhnen eines steirischen Vaters und einer aus Slowenien stammenden ungarischen Mutter. Mit 18 Jahren machte er eine Ausbildung zum Pflegehelfer an der psychiatrischen Ausbildungsstätte der Landesnervenklinik Salzburg. Mit 20 absolvierte er seinen Zivildienst beim Roten Kreuz Feldbach. Danach arbeitete er für sieben Jahre als Rettungssanitäter und Pfleger, teilweise als Security.
Ersten Kontakt mit dem Theaterspielen hatte er in Salzburg, wo ihn Werner Friedl animierte, Schauspielstunden zu nehmen. Im Zuge dessen hatte er Kontakt zu Pantomimedarstellern wie Ellen Raab, Arturas V. von Panoptikum Sbg. und perfektionierte seine pantomimischen Fertigkeiten bei der Berlinerin Anke Gerber und Yves Stöcklin (CH). Darauf folgten zahlreiche Engagements und Auftritte. 2000 war es branchenüblich, dass sich viele Pantomimen in Österreich mit „man“ am Namensende nannten, und so erhielt er seinen Künstlernamen Georgeman, mit dem er weiterhin als Mime auftritt.
2002 besuchte Gogitsch die Schule für Humor bei den Rote Nasen Clowndoctors Wien und 2003 zog er nach Wien und arbeitete als Clowndoc im Sophienspital bei der Animationsabteilung. Weiters folgten einige Jobs in Werbefilmen und viele Auftritte im Entertainment als Dick-und-Doof-Darsteller. 2004 gründete er sein eigenes Mimenensemble, die Georgemans Mimen, und arbeitete als Mimograf. Bis heute (2011) unterrichtete er an Wienern VHS und am Urania, Bundesinstitut für Gehörlosenbildung Maygasse Wien. Zusätzlich war er auch als Coach für Körpersprache bei RTL II (Frauentausch) und WIFI Salzburg tätig.
Sein größtes Markenzeichen ist es, mit einem Körpergewicht von 145 kg auf 1,90 m Körpergröße, sich ziemlich leichtfüßig und grazil bewegen zu können. Mit dreißig Jahren besuchte er eine private Schauspielschule und schloss diese mit „hervorragend“ ab. Daraufhin folgten viele Engagements im Film, wie zum Beispiel die Wolf-Haas-Verfilmung Der Knochenmann unter der Regie von Wolfgang Murnberger. Er war einer der Darsteller in Anna & Du, der interaktiven ORF-Serie um die Band Herbstrock, er spielte dort die Hausmeisterin „Mutti“. Zudem hatte er viele Engagements in der freien Theaterszene Wien sowie am Theater an der Wien.

## Filmografie (Auswahl)
- Meine schöne Tochter;  Regie: Xaver Schwarzenberg
- Die Patriatachin; Regie: Carlo Rola
- Kupetzky – Zeitreise; Regie: Chris Raibe
- Tom Turbo (Episodenhauptrolle), Regie: Sascha Biegle
- Anna und Du; Regie: Christoph Strobl u. Stefan Wolnar
- Vom Aschenputtel zur Prinzessin
- Der Knochenmann: Regie: Wolfgang Murnberger